# Sven Helander
Sven Helander (* 10. August 1889 in Göteborg; † 3. Februar 1970 in Stockholm) war ein schwedischer Nationalökonom, der einen Lehrstuhl in Nürnberg hatte.
Helander legte das Handelsschulexamen an der Handelshochschule Berlin 1911 ab, promovierte in Freiburg 1916, wurde 1916 Dozent für Nationalökonomie und Soziologie in Göteborg, dann Professor in Kiel 1924 und an der Handelshochschule Nürnberg ab 1928. Dort war er 1932/33 Rektor. Im November 1933 unterzeichnete er das Bekenntnis der deutschen Professoren zu Adolf Hitler. Er wurde von Karl Diehl und Werner Sombart beeinflusst. 1945 war er an der kampflosen Kapitulation von Dinkelsbühl zur Rettung der Stadt beteiligt. Er war schwedischer Generalkonsul.

## Schriften
- Theorie und Politik der Zentralnotenbanken in ihrer Entwicklung (1916, zugleich Diss. in Freiburg/Br.), 2013 ISBN 978-1-172-45221-7
- Der moderne Handel (1920),
- Marx und Hegel: eine kritische Studie über sozialdemokratische Weltanschauung (1920, deutsche Übersetzung 1922)
- Die internationale Schiffahrtskrise und ihre weltwirtschaftliche Bedeutung (1928)
- Wie ist der Young-Plan erfüllbar? Ein Wirtschaftsprogramm (1929)
- Rationale Grundlagen der Wirtschaftspolitik. Rede zur Übernahme des Rektorats (1933)
- Nationale Verkehrswirtschaft. Sechzig Länderuntersuchungen. Die Hauptstadt als Verkehrszentrum, Theorie der nationalen Verkehrsplanung (1937)
- Das Autarkieproblem in der Weltwirtschaft (1955) Rezension von Herbert Giersch
- Entwicklungspolitik in Nigeria. Wirtschaftspolitische Probleme eines neuen afrikanischen Staates (1963)